# Laudakia wui
Laudakia wui är en ödleart som beskrevs av  Zhao 1998. Laudakia wui ingår i släktet Laudakia och familjen agamer. Inga underarter finns listade i Catalogue of Life.